# کالینیو فریتاس
کالینیو فریتاس (انگلیسی: Clinio Freitas؛ زادهٔ ۸ ژانویهٔ ۱۹۶۴) ورزشکار اهل برزیل است.
وی در مسابقات کشوری و بین‌المللی در مجموع برندهٔ ۱ مدال برنز شده‌است.